# Collegio uninominale Lombardia 1 - 01 (2020)
Il collegio elettorale uninominale Lombardia 1 - 01 è un collegio elettorale uninominale della Repubblica Italiana per l'elezione della Camera dei deputati.

## Territorio
Come previsto dalla legge n. 51 del 27 maggio 2019, il collegio è stato definito tramite decreto legislativo all'interno della circoscrizione Lombardia 1.
È formato dal territorio di 30 comuni della provincia di Monza e della Brianza: Agrate Brianza, Aicurzio, Arcore, Bellusco, Bernareggio, Biassono, Brugherio, Burago di Molgora, Busnago, Camparada, Caponago, Carnate, Cavenago di Brianza, Concorezzo, Cornate d'Adda, Lesmo, Lissone, Macherio, Mezzago, Monza, Muggiò, Ornago, Roncello, Ronco Briantino,
Sovico, Sulbiate, Usmate Velate, Vedano al Lambro, Villasanta e Vimercate.
Il collegio è parte del collegio plurinominale Lombardia 1 - 02.

## Eletti
| Elezione | Elezione | Deputato          | Partito           |
| -------- | -------- | ----------------- | ----------------- |
|          | 2022     | Paola Frassinetti | Fratelli d'Italia |

## Dati elettorali

### XIX legislatura
| Candidati                                 | Candidati                   | Voti    | %     | Liste                          | Voti    | %     |
| ----------------------------------------- | --------------------------- | ------- | ----- | ------------------------------ | ------- | ----- |
|                                           | Paola Frassinetti ✔️ Eletto | 113 403 | 46,45 | Fratelli d'Italia              | 63 115  | 25,85 |
| Lega per Salvini Premier                  | Paola Frassinetti ✔️ Eletto | 113 403 | 46,45 | 26 354                         | 10,80   |       |
| Forza Italia                              | Paola Frassinetti ✔️ Eletto | 113 403 | 46,45 | 21 198                         | 8,68    |       |
| Noi moderati/Lupi - Toti - Brugnaro - UDC | Paola Frassinetti ✔️ Eletto | 113 403 | 46,45 | 2 736                          | 1,12    |       |
|                                           | Giovanna Amodio             | 71 349  | 29,23 | Partito Democratico-IDP        | 50 854  | 20,83 |
| Alleanza Verdi e Sinistra                 | Giovanna Amodio             | 71 349  | 29,23 | 9 831                          | 4,03    |       |
| +Europa                                   | Giovanna Amodio             | 71 349  | 29,23 | 9 646                          | 3,95    |       |
| Impegno Civico - Centro Democratico       | Giovanna Amodio             | 71 349  | 29,23 | 1 018                          | 0,42    |       |
|                                           | Mariasole Mascia            | 28 425  | 11,64 | Azione - Italia Viva - Calenda | 28 425  | 11,64 |
|                                           | Daniela Gobbo               | 19 519  | 8,00  | Movimento 5 Stelle             | 19 519  | 8,00  |
|                                           | Daniela Maria Brambilla     | 4 552   | 1,86  | Italexit                       | 4 552   | 1,86  |
|                                           | Patrizia Chiara Pedrani     | 2 549   | 1,04  | Italia Sovrana e Popolare      | 2 549   | 1,04  |
|                                           | Massimo Camnasio            | 2 507   | 1,03  | Unione Popolare                | 2 507   | 1,03  |
|                                           | Livio Dario Marzio          | 1 604   | 0,66  | Vita                           | 1 604   | 0,66  |
|                                           | Jacopo Dozio                | 214     | 0,09  | Noi di Centro – Europeisti     | 214     | 0,09  |
| Totale                                    | Totale                      | 244 122 | 100   |                                | 244 122 | 100   |
|                                           |                             |         |       |                                |         |       |
| Schede bianche                            | Schede bianche              | 2 675   | 1,06  |                                |         |       |
| Schede nulle                              | Schede nulle                | 5 797   | 2,29  |                                |         |       |
| Votanti                                   | Votanti                     | 252 594 | 71,85 |                                |         |       |
| Elettori                                  | Elettori                    | 351 574 |       |                                |         |       |